# Hemidoryctes carbonarius
Hemidoryctes carbonarius är en stekelart som först beskrevs av William Harris Ashmead 1894.  Hemidoryctes carbonarius ingår i släktet Hemidoryctes och familjen bracksteklar. Inga underarter finns listade i Catalogue of Life.